# Экологический коридор

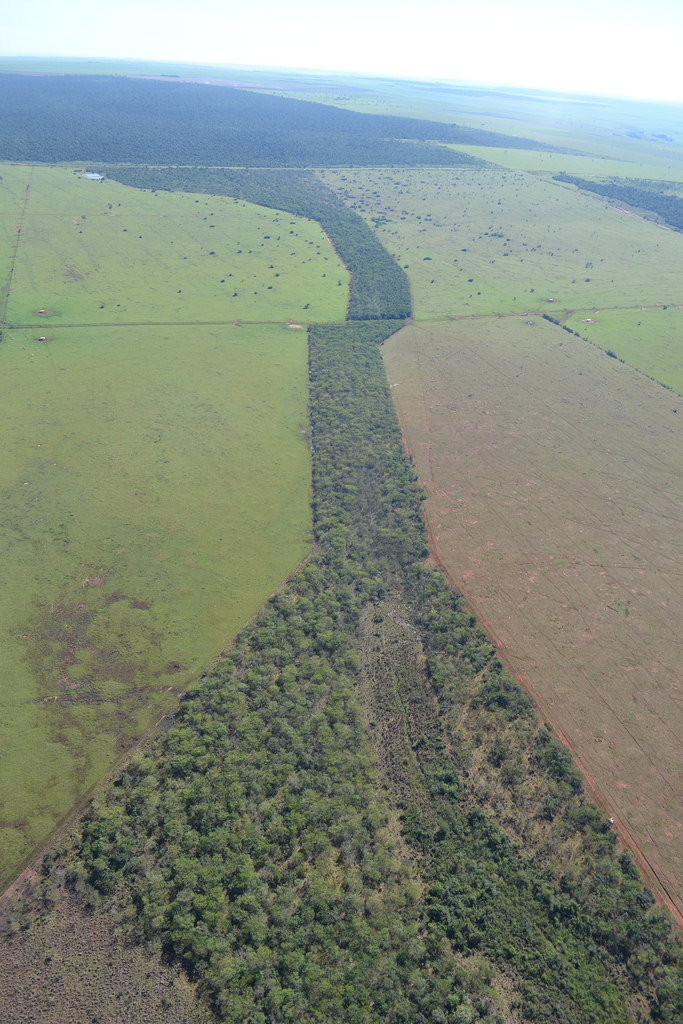
Лесной коридор в Бразилии

Экологический коридор, или природный коридор — один из элементов экологического каркаса. Экологические коридоры представляют собой протяжённые участки местообитаний, которые облегчают миграцию особей во фрагментированном ландшафте. Они связывают отдельные слабонарушенные экосистемы. Такими коридорами могут выступать русла, поймы и долины рек, водораздельные леса; защитные лесополосы. Ширина коридора может быть от 1 до 10 километров, а длина до 3000 км. В англоязычной литературе экологические коридоры называют wildlife corridor — «коридор дикой природы».

## Назначение
Основными функциями экологических коридоров являются:
- Миграционная — обеспечивает распространение видов и поиск кормовых местобитаний, а также обмен генетической информацией между популяциями;
- Защитная — способствует сохранению водных объектов, препятствует эрозии, поддерживает климатические характеристики;
- Экотопическая — объединяет экотопы в целостную систему особозащитных участков;
- Восстановительная — обеспечивает естественное возобновление экосистем, восстановление биоразнообразия и численности отдельных популяций;
- Эстетическая.

Экологические коридоры могут быть локальными, региональными или межрегиональными. Роль локальных коридоров также могут выполнять надземные и подземные переходы (см. экодук).